# 武英殿大学士
武英殿大学士，为明朝、清朝内阁大学士之一，明朝為正五品衔，清朝為正一品。掌管奉陳規誨，點檢題奏，票擬批答等职位。辦公地址為武英殿。
明朝初期，明太祖大興冤獄，誅殺功臣，洪武十三年（1380年），殺胡惟庸，罷中書省，廢除二千餘年來的丞相制度，直接由皇帝親統六部。但由於工作份量實在過於龐大，洪武十五年，朱元璋不得不設殿閣大學士，為皇帝顧問，一開始大學士並無實權，類似今日的秘書之職，明朝大學士僅為正五品，此乃明朝抑制相權。之后明成祖朱棣逐渐倚重内阁，内阁权力遂大。
吳伯宗為明朝首位武英殿大学士。
- 明朝：吴伯宗、黄淮、金幼孜、杨溥、刘吉、徐溥、丘濬、刘健、谢迁、焦芳、王鏊、杨廷和、梁储、刘忠、费宏、杨一清、蒋冕、毛纪、石珤、贾咏、桂萼、方献夫、张孚敬、夏言、顾鼎臣、严嵩、徐阶、吕本、袁炜、严讷、李春芳、郭朴、张居正、殷士儋、吕调阳、张四维、潘晟、余有丁、许国、王锡爵、张位、沈一贯、朱赓、叶向高、方从哲、刘一燝、韩爌、沈潅、何宗彦、朱国祚、黄立极、丁绍轼、冯铨、施凤来、张瑞图、李国𣚴、李标、周延儒、何如宠、钱象坤、温体仁、吴宗达、薛国观、谢陞、陈演
- 清朝：洪承畴、傅以渐、胡世安、莫洛、熊赐履、明珠、覺羅勒德洪、吴正治、余国柱、阿兰泰、李天馥、马齐、王顼龄、富寧安、馬爾賽、迈柱、福敏、来保、黄廷桂、蒋溥、阿尔泰、温福、舒赫德、李侍尧、阿桂、福康安、保寧、勒保、松筠、明亮、曹振镛、穆彰阿、潘世恩、卓秉恬、贾桢、彭蕴章、曾国藩、李鸿章、文祥、宝鋆、文煜、灵桂、额勒和布、麟书、王文韶、孙家鼐